# Carukia shinju
Carukia shinju är en nässeldjursart som beskrevs av Lisa-ann Gershwin 2005. Carukia shinju ingår i släktet Carukia, och familjen Tamoyidae. Inga underarter finns listade.